# Łata (budownictwo)

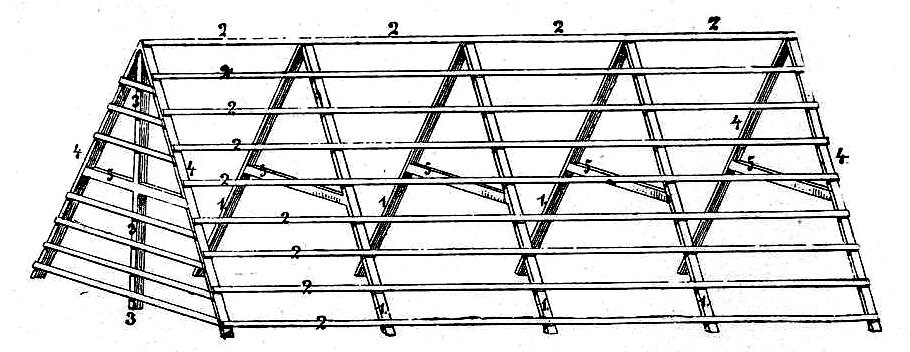
Łaty na rysunku oznaczono liczbą 2

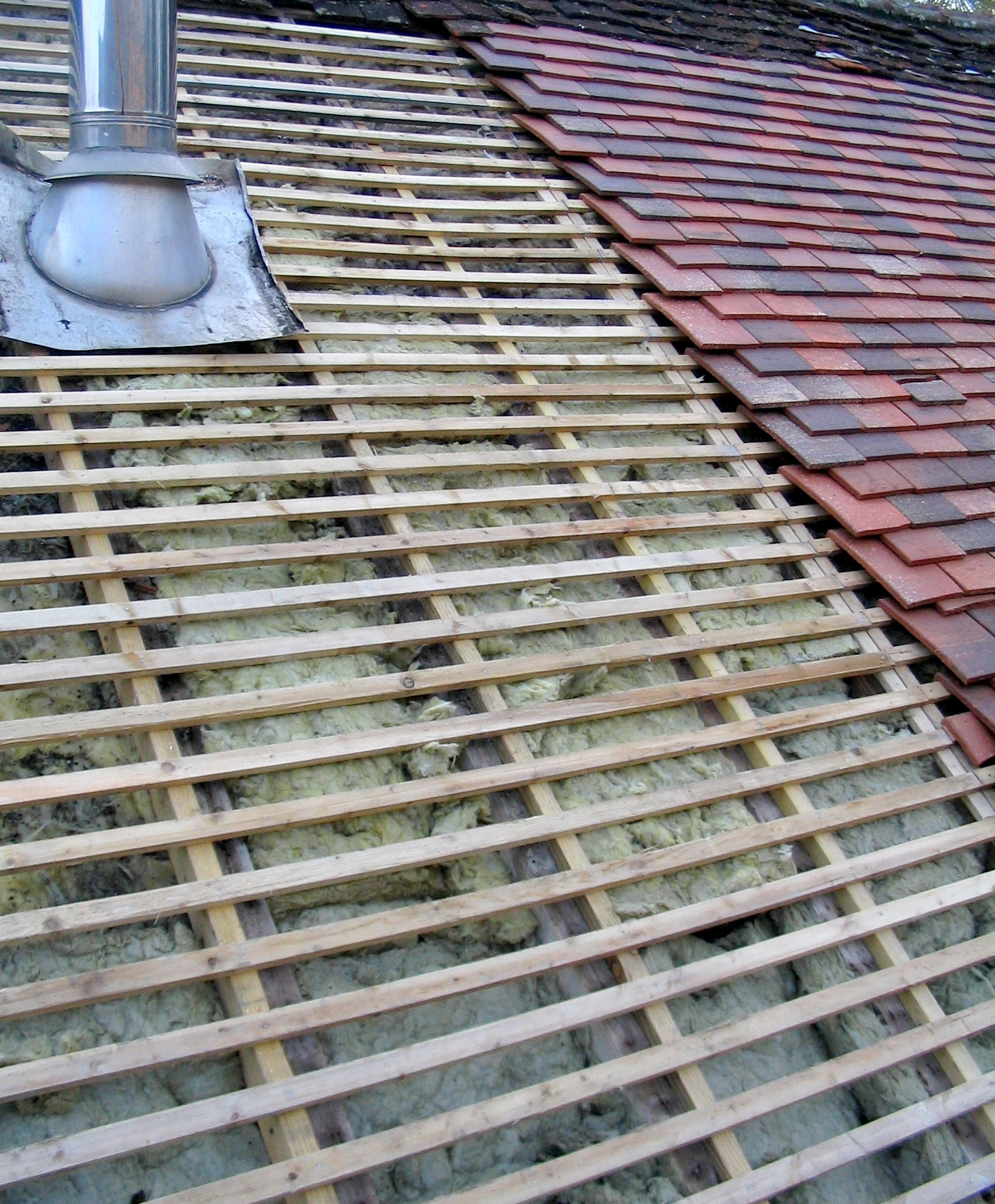
Wymiana łat na dachu starego typu

Łata (z niem. Latte listwa) – drewniana listwa używana w budownictwie.
Długa listwa drewniana o przekroju kwadratowym lub prostokątnym używana w konstrukcjach drewnianych, na przykład w więźbie dachowej do ułożenia pokrycia dachowego. Jest układana poziomo. Przy deskowaniu pełnym stosuje się niekiedy kontrłaty, ustawiane prostopadle do łat. W dawnym budownictwie drewnianym używano żerdzie.